# 火星报

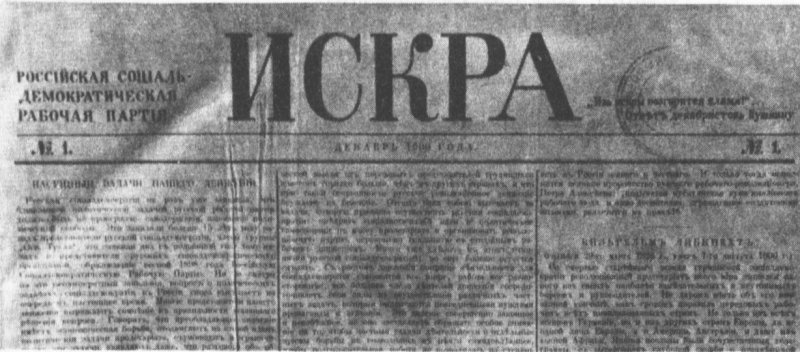
《火星報》第一期

《火星報》（romanized: Iskra, 直译 '火星'）是由俄国社会民主工党的人士在德國所創辦的一份政治性的報紙，是為俄国社会民主工党的黨報，列寧為其創辦人之一。
《火星報》的座右銘是為（星火燎原），該句出於亚历山大·奥多耶夫斯基對普希金的詩《致西伯利亞的囚徒》的回覆；另外東干族亦曾有份以東干語撰寫的《東方火星報》。

## 歷史
《火星報》在1900年12月在德國首次發行，不久後即遷往德國慕尼黑進行出版，1902年4月移至英國倫敦出版，1903年之後移至瑞士日內瓦繼續出版，在列寧退出此報的編輯後，《火星報》便成為孟什維克派的喉舌，最後《火星報》在1905年停刊，一共發行了112期，其中列寧參與編輯的前51期又被稱為《舊火星報》，52期以後的部份則被稱為《新火星報》。

## 編輯者
初期成員：
- 弗拉基米尔·伊里奇·列宁
- 格奥尔基·瓦连京诺维奇·普列汉诺夫
- 維拉·扎蘇莉奇
- 帕維爾·阿克瑟爾羅德
- 朱利烏斯·馬爾托夫
- 亞歷山大·波特列索夫

後期加入者：
- 列夫·托洛茨基